# Rhopalopterum painteri
Rhopalopterum painteri är en tvåvingeart som först beskrevs av Curtis W. Sabrosky 1940.  Rhopalopterum painteri ingår i släktet Rhopalopterum och familjen fritflugor. Inga underarter finns listade i Catalogue of Life.